# Iulia (Tochter des jüngeren Drusus)
Iulia (auch Iulia Livia oder Iulia Drusi Caesaris; * 5 n. Chr.; † 43 n. Chr.) war die Tochter des Tiberius Drusus Iulius Caesar und der Livilla.
Dem Kaiserbiographen Sueton zufolge galt eines der letzten Worte des Augustus Iulias Gesundheit, da sie zum Zeitpunkt seines Todes krank war.
20 n. Chr. heiratete Iulia Livia ihren Cousin Nero Caesar, den ältesten Sohn des Germanicus und der älteren Agrippina. Ihr Ehemann war der älteste Adoptivenkel des Tiberius und galt deshalb als dessen Nachfolger. 29 n. Chr. fiel er jedoch gemeinsam mit seiner Mutter den Machenschaften des Prätorianerpräfekten Seianus zum Opfer und wurde als Staatsfeind auf die Insel Ponza verbannt, wo er im folgenden Jahr unter ungeklärten Umständen starb. Der Historiker Cassius Dio berichtet, Iulia sei anschließend mit Seianus verlobt worden, Sueton und Tacitus erwähnen diese Verlobung allerdings nicht.
Bald nach Seianus’ Sturz heiratete Iulia Gaius Rubellius Blandus, der 18 n. Chr. Suffektkonsul und 36 n. Chr. Prokonsul in Africa war. Laut Tacitus wurde diese unstandesgemäße Vermählung in Rom als Grund zur Trauer angesehen. Aus der Ehe gingen mehrere Kinder hervor, darunter Rubellius Plautus, den Nero später als Konkurrenten beseitigte, und Rubellia Bassa, die Nervas Onkel heiratete. 43 n. Chr. wurde Iulia von der Kaisergattin Messalina wegen Inzests und unmoralischer Lebensführung angeklagt. Ihr Onkel Claudius tat nichts zu ihrer Verteidigung, sodass sie hingerichtet wurde. Iulias Freundin Pomponia Graecina, die Ehefrau des Aulus Plautius, trug deshalb bis zu ihrem Lebensende Trauer.